# Egon Morgenstern
Egon Morgenstern (27. července 1914 Mohelnice – 18. února 2016 Vilnius) byl českým rodákem židovského původu a sovětským občanem, rovněž zajatcem Gulagu.
Po roce 1925 se stěhoval s rodinou do Fryštáku s otcem, který zde našel práci. Morgenstern se vyučil číšníkem v Náchodě v hotelu U Beránka, a to díky svému strýci, který mu toto místo zařídil ze sociálních důvodů. Morgensternova rodina totiž neměla peníze na jeho studia. V letech 1936–1939 absolvoval povinnou vojenskou službu. Poté se přestěhoval za rodiči do Brna, kde pracoval jako číšník v hotelu Slavia.
Po roce 1939 prchl i se sourozenci do Polska. V Krakově byli přepadeni polskou policií, Egon sám byl zatčen a uvězněn, později byl propuštěn, možná na přímluvu. Chtěl bojovat proti nacistům, a tak pěšky nebo načerno vlakem směřoval do Litvy právě na začátku druhé světové války. Nakonec jej v Lotyšsku zatkla NKVD za špionáž a ilegální přechod hranic. Byl poslán zpět do Vilniusu, kde byl uvězněn na několik měsíců. Následně byl odsouzen na pět let do pracovního tábora. V březnu absolvoval 1500 km dlouhý transport z Vilniusu do Kotlasu a odtamtud pěšky do Vorkuty a Pečory za polárním kruhem. Ocitl se ve skupině, která stavěla pracovní tábor. V táboře mu byly amputovány omrzlé prsty, pracoval však stále v kamenolomu. Roku 1942 byl propašován do transportu do Kazachstánu, kde se dočkal konce války. Musel však zůstat v Kazašské SSR pod policejním dohledem a tak pracoval v geologickém průzkumu. V kolchozu vyučoval němčinu. Přihlásil se do Svobodovy armády jako nabíječ kulometu. Koncem války prošel v Gruzii letecký výcvik. Po skončení války sloužil v armádě. Byl vyznamenán Řádem Rudé hvězdy a dvěma československými válečnými kříži.
Jeho rodina v době druhé světové války: Jeho matka zahynula roku 1942, mladší sestra Renata 1941 zastřelena. Přežili sestra Františka a bratři Richard a Armin.
Podařilo se mu utéct do Moskvy, kde hledal pomoc na československém velvyslanectví a získal pas. Nakonec žil v Moskvě ilegálně a byl dopaden příslušníky NKVD. Vydával se za nadšeného komsomolce. Odcestoval do Běloruska a našel tam práci v továrně. Ředitel, sám židovského původu, mu vyřídil povolení k pobytu a na základě toho získal roku 1958 sovětské občanství. Jeho bratr Richard jej navštívil v Sovětském svazu.
Roku 1959 se přestěhoval z Běloruska do Litvy a dostal povolení navštívit svou vlast. Roku 1961 se oženil, když si vzal o 10 let mladší Pavlínu, Židovku ukrajinského původu. Téhož roku se poprvé podíval do Loštic a Mohelnice.
Roku 1990 se mohl vrátit natrvalo do Československa. Zůstal ale v Litvě, neboť se staral o nemocnou manželku.